# Linowe Jezioro
Linowe Jezioro (niem. Kuddow See) – jezioro rynnowe w Polsce, położone w województwie zachodniopomorskim, w powiecie drawskim, w gminie Drawsko Pomorskie.
Akwen leży na Pojezierzu Drawskim, w pobliżu jeziora Lubie, pomiędzy miejscowościami Gudowo i Linowno.